# Musée Dom Robert et de la tapisserie du XXe siècle
Le musée Dom Robert et de la tapisserie du XXe siècle est situé dans l'ancienne abbaye-école de Sorèze. Il a été inauguré le 11 avril 2015 dans un site labellisé Grand Site de Midi-Pyrénées. Il conserve et présente essentiellement une collection de tapisseries dont les cartons ont été réalisés par Dom Robert (1907-1997), moine bénédictin à l'abbaye d'En Calcat à Dourgne dans le Tarn.

## Origine
Le musée est intégré dans la structure "Cité de Sorèze", gérée par le syndicat mixte de l'Abbaye-école de Sorèze, composé de la région Occitanie, du département du Tarn et de la ville de Sorèze.

## Bâtiments
Le musée se développe sur 1500 m2 dans une des ailes de l'ancienne abbaye-école, qui a été rénovée et aménagée par l'architecte Susanna Ferrini du cabinet italien n!studio à la suite du concours lancé en 2012.

## Collections
La majorité des collections du musée provient du dépôt de l'abbaye d'En Calcat, lui-même constitué du legs Goubely, ancien atelier d'Aubusson. Le fonds "tapisserie" est constitué de plus d'une centaine de pièces, dont les deux tiers sont des œuvres de Dom Robert et un tiers d'autres artistes, tissées par l'atelier de Suzanne Goubely à Aubusson. Dessins, cartons de tapisserie, archives artistiques et administratives de l'atelier Goubely complètent la collection de tapisseries. En 2020, la collection s'est enrichie d'une soixantaine de pièces (tapisseries, sculptures, lithographies, pastels) de l'artiste Pierre Sulmon (1932-2008) grâce à un don de son épouse. Puis en 2022, d'un don conséquent d'Yves Millecamps (né en 1930) tapisseries, cartons, maquettes gouachées.
Les œuvres de Dom Robert, aux tons vifs et compositions bucoliques, illustrent l'environnement naturel de l'artiste au sein de la montagne Noire (Tarn), où animaux et végétaux peuplent les tapisseries à la manière des mille-fleurs du Moyen Âge.

## Muséographie
Le parcours muséographique présente, avec les tapisseries, des croquis, esquisses, cartons témoignant de l'ensemble créatif de Dom Robert. Un espace est spécifiquement dédié à l'aspect technique et retrace le processus de réalisation d'une tapisserie. Des œuvres de peintres cartonniers contemporains, acteurs du renouveau de la tapisserie au XXe siècle, sont également exposées :  Jean Lurçat, Marcel Gromaire, Michel Tourlière, Mario Prassinos, Gustave Singier, Théo Kerg, Henri-Georges Adam, Jacques Lagrange, Yves Millecamps, … 
Pour des raisons de conservation et de renouvellement d'intérêt des visiteurs, les collections sont présentées par rotation de trois ans :
- 2015-2017 : Présentation inaugurale ;
- 2018-2020 : Les moutons et les prairies fleuries ;
- 2021-2023 : Chevaux, mouvement, couleurs.
- 2024-2026 : Prairies animées

Parcours de visite : 
- Section 1 : Un homme - Un paysage - Une œuvre.
- Section 2 : Naissance d’une vocation artistique et découverte de la tapisserie.
- Section 3 : L’œuvre tissé de Dom Robert.
- Section 4 : L’atelier Goubely.
- Section 5 : Aspects de la tapisserie du XXe siècle.